# ATP Challenger New Orleans
Der ATP Challenger New Orleans (offiziell: New Orleans Challenger) war ein Tennisturnier, das zwischen 2006 und 2007 in New Orleans, Louisiana, stattfand. Es gehörte zur ATP Challenger Tour und wurde im Freiluft auf Hartplatz gespielt. Cecil Mamiit und Kevin Anderson gewannen beide jeweils einen Titel im Einzel und Doppel.

## Liste der Sieger

### Einzel
| Jahr | Sieger         | Finalgegner | Ergebnis  |
| ---- | -------------- | ----------- | --------- |
| 2007 | Kevin Anderson | Sam Warburg | 6:4, 6:0  |
| 2006 | Cecil Mamiit   | Amer Delić  | 6:3, 7:61 |

### Doppel
| Jahr | Sieger                       | Finalgegner               | Ergebnis  |
| ---- | ---------------------------- | ------------------------- | --------- |
| 2007 | Kevin Anderson Ryler DeHeart | Rajeev Ram Bobby Reynolds | 6:2, 6:3  |
| 2006 | Cecil Mamiit Sam Warburg     | Chris Drake David Martin  | 7:63, 6:0 |